# Maria Severina
Maria Rousslanovna Severina (en russe : Мария Руслановна Северина ; née le 21 novembre 1995) est une joueuse d'échecs russe.

## Biographie
Maria Severina apprend à jouer aux échecs à l'âge de quatre ans. En 2017, Maria Severina est diplômée de l'école des hautes études en sciences économiques de Moscou,.

## Palmarès en compétitions jeunes
Maria Severina reçoit plusieurs prix lors des championnats d'échecs de la jeunesse russe auxquels elle participe. En 2015, elle remporte la troisième place au championnat de Russie d'échecs junior dans la catégorie des filles de moins de 21 ans.
Dans les années 2000, Maria Severina représente à plusieurs reprises la Russie lors du championnats d'Europe d'échecs de la jeunesse et du championnats du monde d'échecs de la jeunesse dans différentes catégories d'âge. Elle remporte trois médailles : 
- l'or en 2011, au championnat d'Europe d'échecs de la jeunesse dans la catégorie des filles de moins de 16 ans[4]
- le bronze en 2012, au championnat du monde d'échecs de la jeunesse dans la catégorie des filles de moins de 18 ans[5].
- l'or en 2013, au championnat du monde de blitz de la jeunesse dans la catégorie des filles de moins de 18 ans[6].

## Titres internationaux
En 2013, Maria Severina reçoit le titre de maître international féminin. En 2016, elle reçoit le titre de Maître des sports de Russie.